# Akademie filmového umění a věd
Akademie filmového umění a věd (angl. Academy of Motion Picture Arts and Sciences, zkratka AMPAS) je americká filmová organizace zaměřená na rozvoj kinematografie. Sdružuje víc než šest tisíc členů z různých filmových odvětví. Na jejím čele je prezident a správní rada složená ze zástupců všech patnácti poboček. Jejich úkolem je vedení a dohlížení na regule a pravidla společnosti.
Akademie je po celém světě známá především kvůli ocenění, kterým každoročně oceňuje filmové počiny za předešlý kalendářní rok. Ceně Akademie (Academy Award) se lidově říká Oscar. Poprvé byla udělena na slavnostním banketu 16. května 1929.

## Historie

### Začátky

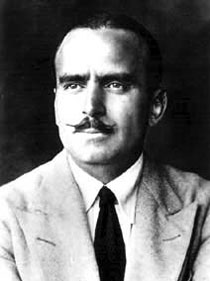
První prezident Akademie Douglas Fairbanks

Začátkem roku 1927 se ředitel studia MGM, Louis B. Mayer, během večeře ve svém domě v Santa Monice zmínil hostům – herci Conradu Nagelovi, režisérovi Fredu Niblovi a producentovi Fredu Beetsonovi – o nápadu založit organizaci na podporu filmového průmyslu. Vytvořili jistou koncepci a o týden později pozvali další osobnosti kinematografie. Dne 11. ledna se tedy třicet šest lidí z filmové branže sešlo na slavnostní večeři v hotelu Ambassador v Los Angeles, aby prodiskutovali podmínky vzniku Mezinárodní akademie filmového umění a věd (angl. International Academy of Motion Picture Arts and Sciences; slovíčko mezinárodní bylo z názvu zanedlouho odstraněno). V půlce března téhož roku byly zveřejněny zakládající stanovy společnosti a první zástupci byli zvoleni do čela Akademie. Prvním prezidentem se stal Douglas Fairbanks, viceprezidentem Fred Niblo, pokladníkem M.C.Leeve a sekretářem Frank Woods.
4. května 1927 stát Kalifornie uznal Akademii jako neziskovou organizaci. O týden později, 11. května, se konal slavnostní banket v Křišťálovém sále hotelu Biltmore v L.A., jehož se zúčastnilo tři sta hostů. Z nich se dvě stě třicet stalo členy Akademie za vstupní poplatek 100 $. Tu noc Akademie poprvé udělila čestné členství a to vynálezci Thomasu Edisonovi.
Zanedlouho na to vzniklo prvních pět poboček společnosti: producenti, herci, režiséři, scenáristé a technici.

### Sídlo
Akademie si v začátcích své existence pronajímala na pár měsíců kanceláře na adrese 6912 Hollywood Boulevard. Toto dočasné řešení vystřídal ani ne po půl roce hotel Roosevelt, ve kterém si organizace zaplatila apartmány v jednom podlaží. Po instalaci obrazové a zvukové techniky mohli akademici začít také s producentským promítáním ještě nedokončených a nerealizovaných filmů. Na stejné ulici Akademie sídlila i v roce 1930, avšak na jiném popisném čísle. Tehdy měla její administrativa čtyři vedoucí pracovníky, tři asistenty a šest účetníků. Tyto podmínky vyhovovaly pouze do roku 1935, kdy se administrativa přemístila do budovy Taft na rohu Hollywood Blvd. a Vine Street, a knihovna přesídlila na ulici North Gordon.
Od roku 1975 má Akademie hlavní sídlo v Beverly Hills na 8949 Wilshire Boulevard.

### Cena Akademie
Cena za zásluhy (angl. Award of Merit) byl název jednoho z prvních výborů Akademie. Měl sedm členů a v roce 1928 představenstvu navrhl, že ocenění se bude udělovat ve dvanácti kategoriích. První Ceny Akademie byly uděleny na slavnostní večeři v hotelu Roosevelt 16. května 1929. Akademici oceňovali filmové počiny vzniklé mezi 1. srpnem 1927 a 31. červencem 1928.

## Poslání a činnost Akademie
Kromě archivování a ukládání filmových materiálů, a udělování Oscarů, má Akademie filmového umění a věd ve své činnosti i vydávání publikací (první vydala už v roce 1928), udělování stipendií studentům filmových škol, udělování grantů pro vysoké školy na jejich filmové festivaly, stáže a jiné projekty. Byl založen výbor na podporu studentských filmů (angl. Student Academy Awards Committee). V roce 1944 byla založena nadace (The Academy Foundation) s cílem uchovávat filmový materiál a dohlížet na provoz knihovny a archivu. Její činnost také představuje veřejné promítání a doprovodné programy v průběhu celého roku.
Začátkem sedmdesátých let vznikla Národní filmová informační služba (angl. National Film Information Service) umožňující přístup do knihovny Akademie historikům, kritikům, studentům a ostatním zájemcům mimo Los Angeles. V roce 1974 vznikl cyklus přednášek nesoucí jméno po zesnulém scenáristovi a profesorovi Marvinovi Borowskym. Akademie se podílela na vzniku dalších cyklů v průběhu sedmdesátých let.
V osmdesátých a devadesátých letech vznikaly nové programy a granty, mezi kterými byl i prestižní Nicholl Fellowships in Screenwriting (v překladu Nadace Nichollových pro podporu scenáristiky). Program je pojmenován po manželské dvojici Donovi a Glee Nichollových a běží dodnes. Ročně uděluje granty začátečníkům v oboru scenáristiky.
V roce 2003 vytvořila správní rada novou radu s názvem Science and Technology Council (v překladu Rada pro vědu a techniku), která měla Akademii navrátit jedno z jejich prvotních poslání – rozvoj filmové vědy a techniky.

### Filmová vzdělávací centra

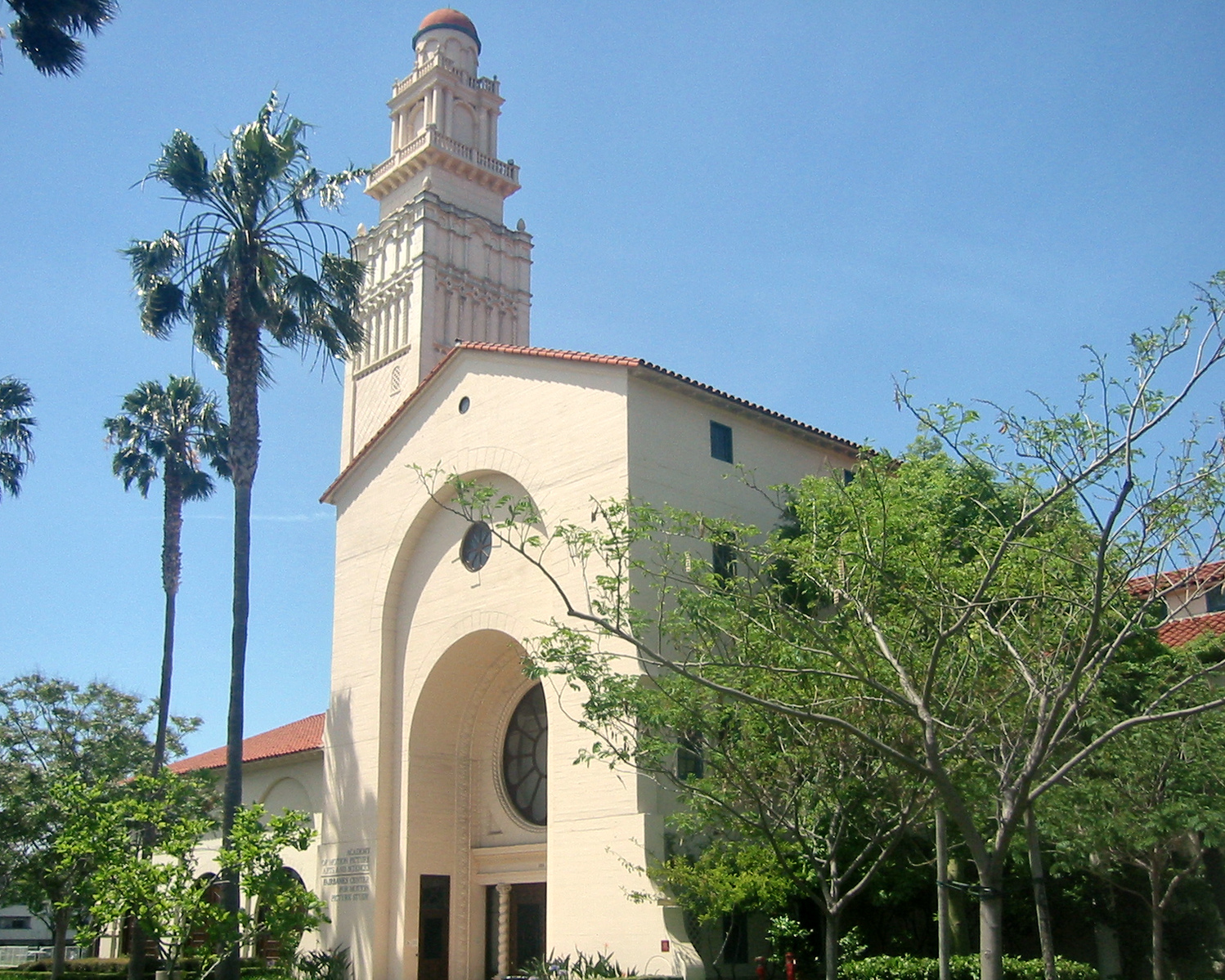
Budova Fairbanksova vzdělávacího centra

Akademie dala za vznik dvou center pro vzdělávání v oboru kinematografie.

#### Fairbanksovo centrum
Fairbanksovo vzdělávací centrum (angl. The Fairbanks Center for Motion Picture Study) je sídlem renomované knihovny Margarety Herrickové se světově proslulou sbírkou filmového materiálu. Původně sloužila budova místním vodárnám, avšak v roce 1976 už nesplňovala nároky zásobování čtvrtě Beverly Hills. Akademie podala na radnici návrh v roce 1988 na proměnu vodáren v knihovnu a archiv, a v průběhu dvou let se budova zrekonstruovala. Otevřena byla v roce 1991 a rekonstrukce stála 15 000 000 $. Peníze šly se sbírky, kterou založila Akademie. Centrum nese jméno jednoho ze zakladatelů Akademie a zároveň jejího prvního prezidenta, Douglase Fairbankse. V roce 2002 se Filmový archiv Akademie (angl. Academy Film Archive) přestěhoval do budovy Centra Mary Pickford.

#### Centrum Mary Pickford

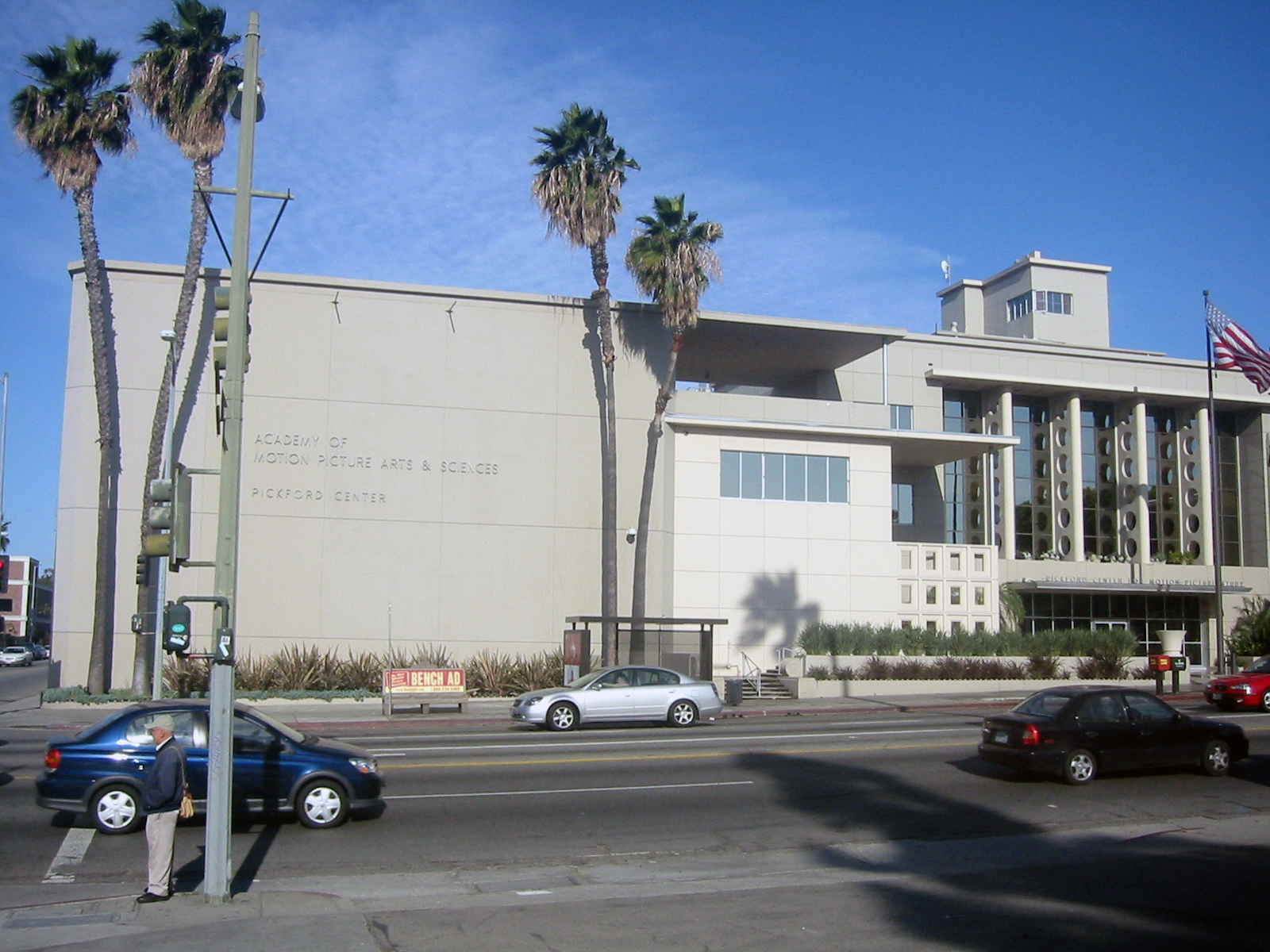
Centrum Mary Pickford

Vzdělávací centrum Mary Pickford (angl. Pickford Center for Motion Picture Study) bylo pojmenováno po legendě němého filmu a jedné ze zakladatelek Akademie, Mary Pickford. Její jméno nese tato instituce od května 2002. V budově je kromě divadla také sídlo Rady pro vědu a techniku, Nadace Nichollových pro podporu scenáristiky a Filmového archivu Akademie.

### Muzeum Akademie
V roce 2006 Akademie zveřejnila záměr založit muzeum věnované filmu. Práce by měly skončit v roce 2012 a sídlit bude vedle Centra Mary Pickford. Architektem byl zvolen Maročan Christian de Portzamparc.

## Zakladatelé
Původní myšlenka založit organizaci na podporu kinematografie vznikla začátkem roku 1927. Šéf studia MGM, Louis B. Mayer, a jeho tři kolegové pozvali 11. ledna dalších dvaatřicet osobností na večeři do hotelu Roosevelt v Los Angeles. Setkání dalo za vznik Akademii filmového umění a věd a jejími zakladateli jsou:

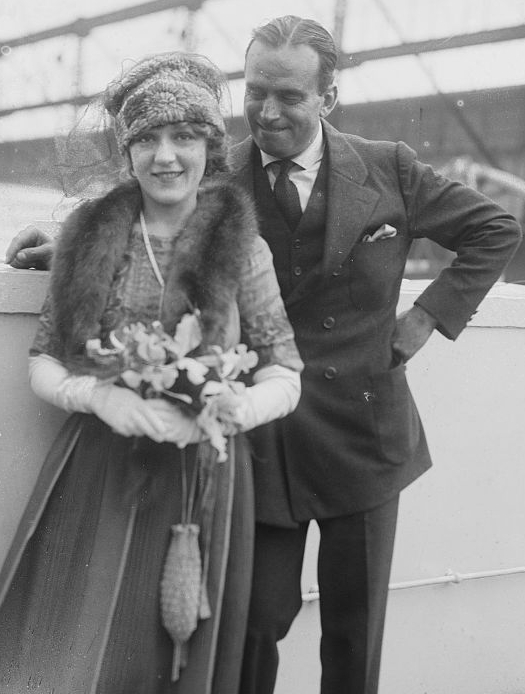
Zakladatelé Douglas Fairbanks a Mary Pickford

| Herci - Richard Barthelmess - Douglas Fairbanks - Jack Holt - Harold Lloyd - Conrad Nagel - Mary Pickford - Milton Sills | Režiséři - Cecil B. DeMille - Frank Lloyd - Henry King - Fred Niblo - John M. Stahl - Raoul Walsh | Scenáristé - Joseph Farnham - Benjamin Glazer - Jeanie MacPherson - Bess Meredyth - Carey Wilson - Frank Woods | Technici - J. Arthur Ball - Cedric Gibbons - Roy J. Pomeroy Právníci - Edwin Loeb - George W. Cohen | Producenti - Fred Beetson - Charles H. Christie - Sid Grauman - Milton E. Hoffman - Jesse L. Lasky - M. C. Levee | - Louis B. Mayer - Joseph M. Schenck - Irving Thalberg - Harry Warner - Jack Warner - Harry Rapf |  |

## Členové Akademie
V začátcích organizace v květnu 1927 mělo členství 230 osobností ze světa filmového umění a vědy. V listopadu 1928 to bylo už 374 členů. V roce 1932 měla Akademie více než osm set členů, když v půlce roku 1933 klesl jejich počet na polovičku. Stalo se tak během protestů herců a scenáristů, kteří se vzdali členství, aby tím vyjádřili nesouhlas s její politikou. Nejdříve odešli scenáristé, aby založili Screen Writers Guild, a pak herci, kteří vytvořili unii Screen Actors Guild. Obě organizace existují dodnes. Ke konci první dekády existence společnosti se začal počet členů znovu zvyšovat.
Akademie má dnes přes šest tisíc členů, převážně umělců a profesionálních filmových tvůrců. Členství v Akademii vzniká na podkladě pozvání správní rady. Dotyčný by měl mít podporu alespoň dvou stávajících členů a pak získat podporu výkonného výboru dané pobočky. Až teprve pak se žádost posouvá k správní radě. Jednotlivci nominováni na Cenu Akademie získávají pozvání automaticky. Ve výjimečných případech může správní rada Akademie pozvat jednotlivce, aby se stal takzvaným "volným" členem. Tito členové nemají vlastní pobočku, nemohou být zastoupeni v správní radě, ani nehlasují o Ceně Akademie.

## Struktura organizace
V čele Akademie je prezident. Dalšími členy představenstva jsou první viceprezident, dva další viceprezidenti, pokladník, tajemník a úřad jednatele.
Na vedení organizace dohlíží správní rada (angl. Board of Governors). Složená je ze zástupců všech patnácti poboček. Každý pobočka volí tři členy. Výjimkou je pobočka maskérů, která vznikla v roce 2006 a má v radě jen jednoho zástupce.
Akademie se dělí na patnáct poboček. Tvoří je:
| - Herci (1183 členů) - Režiséři (367 členů) - Scenáristé (375 členů) | - Producenti (446 členů) - Vedoucí výroby (442 členů) - Hudebníci (236 členů) | - Zvukaři (407 členů) - Střihači (220 členů) - Tvůrci vizuálních efektů (289 členů) | - Kameramani (202 členů) - Vizážisté a kadeřníci (118 členů) - Architekti a návrháři (364 členů) | - Dokumentaristé (157 členů) - Animátoři (343 členů) - Členové pro styk s veřejností (366 členů) |

## Prezidenti
Prezident Akademie je dnes volený každoročně a může být v úřadu maximálně čtyři roky za sebou.
Seznam prezidentů Akademie filmového umění a věd:
| - 1927–1929: Douglas Fairbanks - 1929–1931: William C. DeMille - 1931–1932: M. C. Levee - 1932–1933: Conrad Nagel - 1933–1934: J. Theodore Reed - 1934–1935: Frank Lloyd - 1935–1939: Frank Capra - 1939–1941: Walter Wanger | - 1941: Bette Davis (rezignace) - 1941–1945: Walter Wanger - 1945–1949: Jean Hersholt - 1949–1955: Charles Brackett - 1955–1958: George Seaton - 1958–1959: George Stevens - 1959–1960: B. B. Kahane (úmrtí) - 1960–1961: Valentine Davies (úmrtí) | - 1961–1963: Wendell Corey - 1963–1967: Arthur Freed - 1967–1970: Gregory Peck - 1970–1973: Daniel Taradash - 1973–1977: Walter Mirisch - 1977–1979: Howard W. Koch - 1979–1983: Fay Kanin - 1983–1985: Gene Allen | - 1985–1988: Robert Wise - 1988–1989: Richard Kahn - 1989–1992: Karl Malden - 1992–1993: Robert Rehme - 1993–1997: Arthur Hiller - 1997–2001: Robert Rehme - 2001–2005: Frank R. Pierson - 2005–2009: Sid Ganis | - 2009–2012: Tom Sherak - 2012–2013: Hawk Koch - 2013–2017: Cheryl Boone Isaacs - 2017–současnost: John Bailey |